# Biegi narciarskie na Mistrzostwach Świata w Narciarstwie Klasycznym 2007
Zawody w biegach narciarskich na XXXIII Mistrzostwach świata w narciarstwie klasycznym odbyły się w dniach 22 lutego – 4 marca 2007 w japońskim mieście Sapporo.

## Zestawienie medalistów
| Konkurencja               | Data           | Złoto                                                                                  | Czas      | Srebro                                                                              | Czas      | Brąz                                                                                 | Czas      |
| Sprint mężczyzn           | 22 lutego 2007 | Jens Arne Svartedal                                                                    | 3:03,8    | Mats Larsson                                                                        | 3:04,0    | Eldar Rønning                                                                        | 3:04,6    |
| Sprint kobiet             | 22 lutego 2007 | Astrid Jacobsen                                                                        | 2:50,9    | Petra Majdič                                                                        | 2:51,1    | Virpi Kuitunen                                                                       | 2:51,2    |
| Sprint drużynowy kobiet   | 23 lutego 2007 | Finlandia Aino-Kaisa Saarinen · Virpi Kuitunen                                         | 16:20,9   | Niemcy Evi Sachenbacher-Stehle · Claudia Nystad                                     | 16:21,6   | Norwegia Astrid Jacobsen · Marit Bjørgen                                             | 16:24,0   |
| Sprint drużynowy mężczyzn | 23 lutego 2007 | Włochy Renato Pasini · Cristian Zorzi                                                  | 17:50,6   | Rosja Nikołaj Moriłow · Wasilij Roczew                                              | 17:50,6   | Czechy Milan Šperl · Dušan Kožíšek                                                   | 17:51,3   |
| Bieg łączony mężczyzn     | 24 lutego 2007 | Axel Teichmann                                                                         | 1:11:35,8 | Tobias Angerer                                                                      | 1:11:36,3 | Pietro Piller Cottrer                                                                | 1:11:35,7 |
| Bieg łączony kobiet       | 25 lutego 2007 | Olga Zawjałowa                                                                         | 41:27,5   | Kateřina Neumannová                                                                 | 41:28,0   | Kristin Størmer Steira                                                               | 41:29,6   |
| Bieg na 10 km kobiet      | 27 lutego 2007 | Kateřina Neumannová                                                                    | 23:58,4   | Olga Zawjałowa                                                                      | 24:24,9   | Arianna Follis                                                                       | 24:28,6   |
| Bieg na 15 km mężczyzn    | 28 lutego 2007 | Lars Berger                                                                            | 35:50,0   | Leanid Karnijenka                                                                   | 36:25,8   | Tobias Angerer                                                                       | 36:42,4   |
| Sztafeta kobiet           | 1 marca 2007   | Finlandia Virpi Kuitunen · Aino-Kaisa Saarinen · Riitta-Liisa Roponen · Pirjo Manninen | 54:18,6   | Niemcy Stefanie Böhler · Viola Bauer · Claudia Nystad · Evi Sachenbacher-Stehle     | 54:30,5   | Norwegia Vibeke Skofterud · Marit Bjørgen · Kristin Størmer Steira · Astrid Jacobsen | 54:34,3   |
| Sztafeta mężczyzn         | 2 marca 2007   | Norwegia Eldar Rønning · Odd-Bjørn Hjelmeset · Lars Berger · Petter Northug            | 1:30:49,2 | Rosja Nikołaj Pankratow · Wasilij Roczew · Aleksandr Legkow · Jewgienij Diemientjew | 1:30:52,4 | Szwecja Martin Larsson · Mathias Fredriksson · Marcus Hellner · Anders Södergren     | 1:30:52,7 |
| Bieg na 30 km kobiet      | 3 marca 2007   | Virpi Kuitunen                                                                         | 1:29:47,1 | Kristin Størmer Steira                                                              | 1:29:54,0 | Therese Johaug                                                                       | 1:31:09,9 |
| Bieg na 50 km mężczyzn    | 4 marca 2007   | Odd-Bjørn Hjelmeset                                                                    | 2:20:12,6 | Frode Estil                                                                         | 2:20:13,0 | Jens Filbrich                                                                        | 2:20:17,1 |

## Wyniki zawodów

### Mężczyźni

#### Sprint techniką klasyczną
- Data 22 lutego 2007

|     | Jens Arne Svartedal | Norwegia  | 3:03,8  |
|     | Mats Larsson        | Szwecja   | 3:04,0  |
|     | Eldar Rønning       | Norwegia  | 3:04,6  |
| 4   | Björn Lind          | Szwecja   | 3:05,9  |
| 5   | Andrew Newell       | USA       | 3:09,4  |
| 6   | Emil Jönsson        | Szwecja   | 3:47,6  |
| 7   | Odd-Bjørn Hjelmeset | Norwegia  | Finał B |
| 8   | Wasilij Roczew      | Rosja     | Finał B |
| 9   | Matias Strandvall   | Finlandia | Finał B |
| 10  | Janusz Krężelok     | Polska    | Finał B |
| ... |                     |           |         |
| 28  | Maciej Kreczmer     | Polska    |         |

#### Sprint drużynowy techniką dowolną
- Data 23 lutego 2007

| Medal | Zawodnik                        | Narodowość | Wynik   |
| ----- | ------------------------------- | ---------- | ------- |
|       | Renato Pasini Cristian Zorzi    | Włochy     | 17:50,6 |
|       | Nikołaj Moriłow Wasilij Roczew  | Rosja      | 17:50,6 |
|       | Milan Šperl Dušan Kožíšek       | Czechy     | 17:51,3 |
| 4     | Axel Teichmann Tobias Angerer   | Niemcy     | 17:51,4 |
| 5     | Maciej Kreczmer Janusz Krężelok | Polska     | 17:51,4 |
| 6     | Devon Kershaw Drew Goldsack     | Kanada     | 17:54,9 |
| 7     | Tor Arne Hetland Petter Northug | Norwegia   | 17:58,7 |
| 8     | Peeter Kümmel Priit Narusk      | Estonia    | 18:45,7 |

#### 15 km techniką dowolną
- Data 28 lutego 2007

|     | Lars Berger           | Norwegia | 35:50,0 |
|     | Leanid Karnijenka     | Białoruś | 36:25,8 |
|     | Tobias Angerer        | Niemcy   | 36:42,4 |
| 4   | Axel Teichmann        | Niemcy   | 37:04,6 |
| 5   | Aleksandr Legkow      | Rosja    | 37:06,4 |
| 6   | Franz Göring          | Niemcy   | 37:07,9 |
| 7   | Johan Olsson          | Szwecja  | 37:09,3 |
| 8   | Marcus Hellner        | Szwecja  | 37:13,0 |
| 9   | Pietro Piller Cottrer | Włochy   | 37:14,3 |
| 10  | Anders Södergren      | Szwecja  | 37:19,0 |
| ... |                       |          |         |
| 32  | Janusz Krężelok       | Polska   | 38:33,8 |
| 83  | Maciej Kreczmer       | Polska   | 40:45,9 |

#### Bieg łączony 2 × 15 km
- Data 24 lutego 2007

| Medal | Zawodnik              | Narodowość | Wynik     |
| ----- | --------------------- | ---------- | --------- |
|       | Axel Teichmann        | Niemcy     | 1:11:35,8 |
|       | Tobias Angerer        | Niemcy     | 1:11:36,3 |
|       | Pietro Piller Cottrer | Włochy     | 1:11:36,7 |
| 4     | Jens Filbrich         | Niemcy     | 1:11:39,0 |
| 5     | Petter Northug        | Norwegia   | 1:11:44,0 |
| 6     | Aleksandr Legkow      | Rosja      | 1:11:45,3 |
| 7     | Lukáš Bauer           | Czechy     | 1:11:51,3 |
| 8     | Anders Södergren      | Szwecja    | 1:11:51,6 |
| 9     | Toni Livers           | Szwajcaria | 1:11:51,7 |
| 10    | Vincent Vittoz        | Francja    | 1:11:52,4 |

#### 50 km techniką klasyczną
- Data 4 marca 2007

| Medal | Zawodnik            | Narodowość | Wynik     |
| ----- | ------------------- | ---------- | --------- |
|       | Odd-Bjørn Hjelmeset | Norwegia   | 2:20:12,6 |
|       | Frode Estil         | Norwegia   | 2:20:13,0 |
|       | Jens Filbrich       | Niemcy     | 2:20:17,1 |
| 4     | Tobias Angerer      | Niemcy     | 2:20:23,1 |
| 5     | Lukáš Bauer         | Czechy     | 2:20:25,7 |
| 6     | Martin Bajčičák     | Słowacja   | 2:20:53,6 |
| 7     | Jean-Marc Gaillard  | Francja    | 2:21:36,6 |
| 8     | Jaak Mae            | Estonia    | 2:21:46,2 |
| 9     | Nikołaj Pankratow   | Rosja      | 2:21:50,6 |
| 10    | Ville Nousiainen    | Finlandia  | 2:22:27,5 |

#### Sztafeta 4 × 10 km
- Data 2 marca 2007

| Medal | Zawodnik                                                                 | Narodowość | Wynik     |
| ----- | ------------------------------------------------------------------------ | ---------- | --------- |
|       | Eldar Rønning Odd-Bjørn Hjelmeset Lars Berger Petter Northug             | Norwegia   | 1:30:49,2 |
|       | Nikołaj Pankratow Wasilij Roczew Aleksandr Legkow Jewgienij Diemientjew  | Rosja      | 1:30:52,4 |
|       | Martin Larsson Mathias Fredriksson Marcus Hellner Anders Södergren       | Szwecja    | 1:30:52,7 |
| 4     | Jens Filbrich Tobias Angerer Franz Göring Axel Teichmann                 | Niemcy     | 1:31:39,7 |
| 5     | Emmanuel Jonnier Jean-Marc Gaillard Vincent Vittoz Alexandre Rousselet   | Francja    | 1:32:15,0 |
| 6     | Ville Nousiainen Sami Jauhojärvi Juha Lallukka Teemu Kattilakoski        | Finlandia  | 1:32:55,5 |
| 7     | Nikołaj Czebot´ko Andriej Gołowko Maksim Odnodworcew Aleksiej Połtoranin | Kazachstan | 1:32:56,4 |
| 8     | Lukáš Bauer Martin Koukal Jiří Magál Milan Šperl                         | Czechy     | 1:32:56,8 |
| 9     | Giorgio Di Centa Pietro Piller Cottrer Cristian Zorzi Roland Clara       | Włochy     | 1:34:09,3 |
| 10    | Gion Andrea Bundi Reto Burgermeister Toni Livers Curdin Perl             | Szwajcaria | 1:34:09,6 |

### Kobiety

#### Sprint techniką klasyczną
- Data 22 lutego 2007

|     | Astrid Jacobsen    | Norwegia  | 2:50,9  |
|     | Petra Majdič       | Słowenia  | 2:51,1  |
|     | Virpi Kuitunen     | Finlandia | 2:51,2  |
| 4   | Anna Dahlberg      | Szwecja   | 2:53,1  |
| 5   | Madoka Natsumi     | Japonia   | 2:53,2  |
| 6   | Lina Andersson     | Szwecja   | 3:03,2  |
| 7   | Pirjo Manninen     | Finlandia | Finał B |
| 8   | Ida Ingemarsdotter | Szwecja   | Finał B |
| 9   | Manuela Henkel     | Niemcy    | Finał B |
| 10  | Marit Bjørgen      | Norwegia  | Finał B |
| ... |                    |           |         |
| 17  | Justyna Kowalczyk  | Polska    |         |

#### Sprint drużynowy techniką dowolną
- Data 23 lutego 2007

| Medal | Zawodniczka                                   | Narodowość | Wynik   |
| ----- | --------------------------------------------- | ---------- | ------- |
|       | Riitta-Liisa Roponen Virpi Kuitunen           | Finlandia  | 16:20,9 |
|       | Evi Sachenbacher-Stehle Claudia Künzel-Nystad | Niemcy     | 16:21,6 |
|       | Astrid Jacobsen Marit Bjørgen                 | Norwegia   | 16:24,0 |
| 4     | Britta Norgren Lina Andersson                 | Szwecja    | 16:40,5 |
| 5     | Oksana Jacka Jelena Kołomina                  | Kazachstan | 16:42,8 |
| 6     | Wiktoryja Łapacina Wolha Wasilonak            | Białoruś   | 16:44,0 |
| 7     | Alena Procházková Katarína Garajová           | Słowacja   | 16:45,5 |
| 8     | Sabina Valbusa Arianna Follis                 | Włochy     | 16:53,6 |

#### 10 km techniką dowolną
- Data 27 lutego 2007

|     | Kateřina Neumannová     | Czechy    | 23:58,4 |
|     | Olga Zawjałowa          | Rosja     | 24:24,9 |
|     | Arianna Follis          | Włochy    | 24:28,6 |
| 4   | Kristin Størmer Steira  | Norwegia  | 24:33,9 |
| 5   | Charlotte Kalla         | Szwecja   | 24:41,9 |
| 6   | Evi Sachenbacher-Stehle | Niemcy    | 24:44,4 |
| 7   | Riitta-Liisa Roponen    | Finlandia | 24:48,4 |
| 8   | Wałentyna Szewczenko    | Ukraina   | 24:51,7 |
| 9   | Kristina Šmigun         | Estonia   | 24:56,3 |
| 10  | Natalja Korostielowa    | Rosja     | 24:57,2 |
| ... |                         |           |         |
| 18  | Justyna Kowalczyk       | Polska    | 25:32,5 |

#### Bieg łączony 2 × 7,5 km
- Data 25 lutego 2007

| Medal | Zawodniczka             | Narodowość | Wynik   |
| ----- | ----------------------- | ---------- | ------- |
|       | Olga Zawjałowa          | Rosja      | 41:27,5 |
|       | Kateřina Neumannová     | Czechy     | 41:28,0 |
|       | Kristin Størmer Steira  | Norwegia   | 41:29,6 |
| 4     | Evi Sachenbacher-Stehle | Niemcy     | 41:32,1 |
| 5     | Riitta-Liisa Roponen    | Finlandia  | 41:51,5 |
| 6     | Aino-Kaisa Saarinen     | Finlandia  | 41:52,4 |
| 7     | Charlotte Kalla         | Szwecja    | 41:52,6 |
| 8     | Marianna Longa          | Włochy     | 41:53,2 |
| 9     | Justyna Kowalczyk       | Polska     | 41:59,5 |
| 10    | Kristina Šmigun         | Estonia    | 42:07,0 |

#### 30 km techniką klasyczną
- Data 3 marca 2007

|     | Virpi Kuitunen          | Finlandia | 1:29:47,1 |
|     | Kristin Størmer Steira  | Norwegia  | 1:29:54,0 |
|     | Therese Johaug          | Norwegia  | 1:31:09,9 |
| 4   | Aino-Kaisa Saarinen     | Finlandia | 1:31:30,1 |
| 5   | Petra Majdič            | Słowenia  | 1:32:04,5 |
| 6   | Kristina Šmigun         | Estonia   | 1:32:19,4 |
| 7   | Łada Nesterenko         | Ukraina   | 1:32:37,9 |
| 8   | Olga Zawjałowa          | Rosja     | 1:32:54,1 |
| 9   | Marit Bjørgen           | Norwegia  | 1:33:15,0 |
| 10  | Evi Sachenbacher-Stehle | Niemcy    | 1:33:31,5 |
| ... |                         |           |           |
| DNF | Justyna Kowalczyk       | Polska    |           |

#### Sztafeta 4 × 5 km
- Data 1 marca 2007

| Medal | Zawodniczka                                                                      | Narodowość | Wynik   |
| ----- | -------------------------------------------------------------------------------- | ---------- | ------- |
|       | Virpi Kuitunen Aino-Kaisa Saarinen Riitta-Liisa Roponen Pirjo Maninen            | Finlandia  | 54:18,6 |
|       | Stefanie Böhler Viola Bauer Claudia Künzel-Nystad Evi Sachenbacher-Stehle        | Niemcy     | 54:30,5 |
|       | Vibeke Skofterud Marit Bjørgen Kristin Størmer Steira Astrid Jacobsen            | Norwegia   | 54:34,3 |
| 4     | Anna Dahlberg Lina Andersson Charlotte Kalla Britta Norgren                      | Szwecja    | 54:50,3 |
| 5     | Helena Erbenová Kamila Rajdlová Ivana Janečková Kateřina Neumannová              | Czechy     | 55:02,9 |
| 6     | Magda Genuin Marianna Longa Sabina Valbusa Arianna Follis                        | Włochy     | 55:14,7 |
| 7     | Alona Sidko Olga Zawjałowa Jewgienija Miedwiediewa-Arbuzowa Natalja Korostielowa | Rosja      | 55:39,2 |
| 8     | Madoka Natsumi Masako Ishida Sumiko Yokoyama Nobuko Fukuda                       | Japonia    | 56:21,8 |
| 9     | Seraina Mischol Laurence Rochat Seraina Boner Silvana Bucher                     | Szwajcaria | 56:39,4 |
| 10    | Man Dandan Li Hongxue Liu Yuanyuan Hou Yuxia                                     | Chiny      | 56:48,2 |

## Klasyfikacja medalowa
| #  | Reprezentacja | złoto | srebro | brąz | Razem |
| -- | ------------- | ----- | ------ | ---- | ----- |
| 1. | Norwegia      | 5     | 2      | 5    | 12    |
| 2. | Finlandia     | 3     | 0      | 1    | 4     |
| 3. | Niemcy        | 1     | 3      | 2    | 6     |
| 4. | Rosja         | 1     | 3      | 0    | 4     |
| 5. | Czechy        | 1     | 1      | 1    | 3     |
| 6. | Włochy        | 1     | 0      | 2    | 3     |
| 7. | Szwecja       | 0     | 1      | 1    | 2     |
| 8. | Białoruś      | 0     | 1      | 0    | 1     |
| 8. | Słowenia      | 0     | 1      | 0    | 1     |